# アメリカン・プログレ・ハード
アメリカン・プログレ・ハードは、ロック・ミュージックのスタイルのひとつ。1970年代にアメリカで生まれたもので、正式なジャンルとしてはあまり使用されない。省略してプログレ・ハードとも呼ばれる。
音楽評論家の渋谷陽一（ロッキング・オン社長）が、自身のラジオ番組でボストンの作品を紹介する際、「アメリカン・プログレ・ハード」という言葉を使ったのが始まりとされている。
その概要は（明確な定義はないが）、名前の通りプログレッシブ・ロックとハードロックの要素が合わさったもの。クラシックを基調とする繊細なイギリス的プログレ・サウンドと、ブルースやコーラス・ワークを織り交ぜた大胆なアメリカ的ロック・サウンドがひとつになっている。
電子楽器（シンセサイザー、メロトロン）や変拍子といったプログレの要素を取り入れ、高度な演奏技術を駆使した音楽スタイルで、1970年代中盤あたりから活躍が目立つようになり、多くのバンドが成功を収めた。しかし、時代の流れの中で音楽性は変化していき、徐々にサウンドはポップ化。これが1980年代のスタジアム・ロックの下敷きになった。

## 代表的なバンド
- ボストン
- カンサス
- ジャーニー
- スティクス
- フォリナー
- REOスピードワゴン
- TOTO
- クラック・ザ・スカイ